# Al-Balka (muhafaza)
Muhafaza Al-Balka (arab. محافظة البلقاء) – prowincja (muhafaza) w Jordanii w północno-zachodniej części kraju. Stolicą administracyjną jest As-Salt.
Populacja w roku 2007 szacowana była na około 350 tys. mieszkańców na powierzchni 1076 km².
Główne miasta prowincji to:
- As-Salt – stolica;
- Mahis
- Fuheis
- Al-Baka